# Motorradmuseum Hilti
Das Motorradmuseum Hilti ist die grösste private Motorradsammlung der Schweiz. Es befindet sich in Gossau, Kanton St. Gallen.
Es werden 140 Exponate von 70 verschiedenen Herstellern ausgestellt, unter anderem Alltags-, Renn- und Militärmaschinen sowie eine weitere Sammlung von Motoren, Getrieben und weiteren Gegenständen.
Früher war das Museum an drei Tagen pro Woche geöffnet, inzwischen nur noch nach Vereinbarung.